# Leon Mazalon

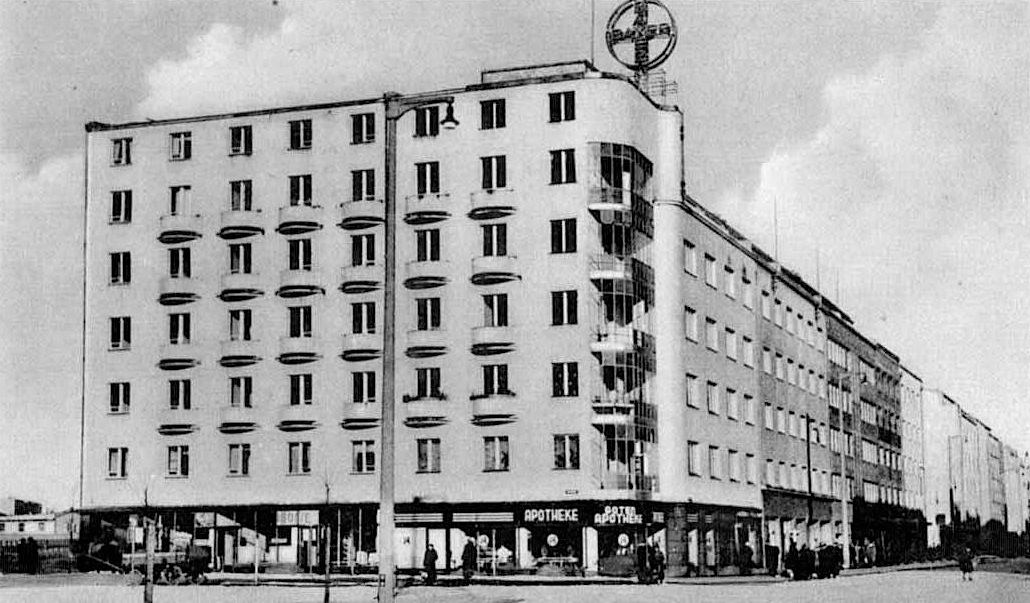
Budynek mieszkalny Ogończyka-Blocha i Mazalona w Gdyni w okresie okupacji niemieckiej Polski

Leon Mieczysław Mazalon, ps. „Maksba”, „Lech” (ur. 9 lutego 1902 w Chełmiczkach, zm. 26 kwietnia 1973 w Gdyni) – polski inżynier architekt, nauczyciel akademicki oraz uczestnik powstań wielkopolskiego i warszawskiego.

## Życiorys
Jego rodzicami byli Andrzej i Franciszka z d. Wojdyłło. W 1918 ukończył szkołę powszechną w Wągrowcu. W grudniu tego samego roku przystąpił ochotniczo do powstania wielkopolskiego, w którym uczestniczył do jego zakończenia w 1919. Walczył w szeregach 2. Pułku Ułanów Wielkopolskich.
W 1922 rozpoczął naukę w Oficerskiej Szkole Kawalerii w Grudziądzu. Po dwóch latach i ukończeniu szkoły w randze porucznika podjął studia architektoniczne na Politechnice Gdańskiej. Jeszcze jako student uczestniczył w budowie Gdyni. W 1928 ukończył studia z dyplomem inżyniera architekta i zaraz potem założył własne biuro inżynieryjno-budowlane. W 1929 wszedł do zarządu niedawno powołanego w Gdyni Koła Architektów Polskich. Pełnił w nim funkcję skarbnika. Później został członkiem SARP. 
Od 1926 wykonywał różne prace architektoniczno-budowlane na rzecz rozbudowywanej Gdyni – miasta i portu. Przed wybuchem II wojny światowej w 1939 uczestniczył w budowie fortyfikacji polskich na Helu, m.in. magazynów na amunicję. Wskutek tego jego nazwisko znalazło się na niemieckiej liście proskrypcyjnej osób przeznaczonych do aresztowania i zgładzenia. Po agresji Niemiec na Polskę zatem musiał opuścić miasto. Jako członek 
Podczas okupacji przebywał w Warszawie. Od razu przyłączył się do konspiracyjnego ruchu oporu. Jako członek Kedywu Armii Krajowej kierował tajną produkcją uzbrojenia. Należał do Zgrupowania „Krybar”. Podczas powstania warszawskiego kierował produkcją granatów w opuszczonej fabryce Gerlacha przy ul. Tamka. Po kapitulacji powstania opuścił miasto razem z ludnością cywilną.
W maju 1945 powrócił do Gdyni i wziął udział w odbudowie miasta i portu. W 1950 rozpoczął pracę dydaktyczną na Politechnice Gdańskiej, początkowo na Wydziale Architektury, a następnie w Katedrze Budownictwa Żelbetonowego. W 1961 uzyskał stopień doktora nauk technicznych.
Mieszkał w małym domu w al. Piłsudskiego 4. Usytuowany na skraju Kamiennej Góry domek, znajdował się niedaleko bulwaru i morza. Po śmierci spoczął na cmentarzu Witomińskim w Gdyni (sektor 5, rząd 12, nr grobu 29).

## Dokonania
- Willa Kazimierza Gilewskiego w Gdyni przy ul. Matejki 9 (1936) – współautor: Stanisław Ziołowski[4]
- Willa Guttmanów w Gdyni przy ul. Sienkiewicza 38 (1936) – współautor: Stefan Koziński
- Budynek mieszkalny Ogończyka-Blocha i Mazalona w Gdyni przy ul. Świętojańskiej 122 (1936–1937) – współautor: Stefan Koziński
- Kamienica Franciszki Willmowej w Gdyni przy ul. Krasickiego 40 (1939)[4]

## Odznaczenia
- Krzyż Kawalerski Orderu Odrodzenia Polski[2]
- Krzyż Partyzancki
- Wielkopolski Krzyż Powstańczy (1960)[5]
- Krzyż Armii Krajowej[2]
- Odznaka honorowa „Zasłużonym Ziemi Gdańskiej”